# Zelateur
Een zelateur (vrouwelijk: zelatrice) is een activist, ijveraar of propagandist.
In het bijzonder – en vrijwel uitsluitend – wordt of werd deze term gebruikt voor een lid van een rooms-katholieke broederschap of een soortgelijke organisatie, zoals een Lourdesvereniging. Zo sprak men bijvoorbeeld van het Corps Zelateurs van het Apostolaat des Gebeds.
Deze leken zetten zich als zelateur of zelatrice vrijwillig in voor de broederschap door het innen van contributies, het werven van leden en donateurs, en de persoon vervulde vaak de functie van contactadres, waar men zich bijvoorbeeld voor een activiteit kon aanmelden.
De beloning van de zelateurs en zelatrices was geheel immaterieel van aard. In een publicatie uit het begin van de 20e eeuw werd dit duidelijk gemaakt:
Elken dag bidden al de bewoners van al onze kloosters, over heel de wereld verspreid, driemaal tot de Lieve Vrouwe van Jezus’ Heilig Hart, dat zij haar macht van voorspraak op Jezus’ Heilig Hart moge aanwenden om over U, (zelateurs en zelatricen), te doen neerdalen alle schatten van liefde en barmhartigheid, van licht en zaligheid, die daarin zijn opgesloten.

## Externe bron
- Publicatie van een congregatie, o.m. over zelateurs en zelatricen[dode link]